# Przekórka
Przekórka (ukr. Перекірка, Perekirka) – dawna wieś na Ukrainie, w obwodzie wołyńskim, w rejonie kowelskim, w hromadzie Równo. 
W 1921 roku miejscowość liczyła 370 mieszkańców i znajdowało się w niej 66 budynków mieszkalnych. 356 osób deklarowało narodowość ukraińską (rusińską), 14 – żydowską. 356 osób deklarowało przynależność do wyznania prawosławnego, 14 – do mojżeszowego.